# Émile Touny
Pour les articles homonymes, voir Touny.
Émile Touny, né le 3 octobre 1852 à Paris et mort le 31 janvier 1933 dans sa ville natale, est un fonctionnaire de police français, commissaire de police controversé pour avoir fait retirer une pancarte républicaine.

## Biographie
Né au no 22 de la rue aux Ours, Georges-Émile-Jules-Napoléon Touny est le fils de Marie-Angélique-Esther Cuénot, brunisseuse, et de Georges Touny, employé.
Bachelier ès sciences à l'issue de ses études au collège Chaptal, Émile Touny commence sa carrière au service de la Préfecture de police de Paris dès la fin de l'année 1870. Secrétaire de commissariat à Paris et en banlieue, il effectue en 1873 son service militaire au 47e régiment de ligne et accède au grade de sergent en 1874. Inspecteur de la police municipale puis officier de paix en 1878, il est nommé commissaire de police en 1881. Affecté au quartier de Grenelle en 1881, au quartier Gaillon en 1884 puis aux délégations judiciaires en 1891, il est promu commissaire divisionnaire en 1893 et dirige la 1re division de la capitale. L'année suivante, il est décoré de la Légion d'honneur, ordre dans lequel il sera promu au rang d'officier en 1900 puis à celui de commandeur en 1914.
Marié à Marie-Cécile-Armantine Catois (1863-1908), Émile Touny est le père d'Alfred Touny.
Le 1er mai 1897, le commissaire Touny est nommé directeur de la police municipale de Paris, en remplacement de Joseph Gaillot.
En mai 1913, la presse de gauche annonce que les étudiants des « jeunesses laïques républicaines et socialistes » ont l'intention de répondre aux manifestations des ligues réactionnaires à la statue de Jeanne d'Arc en y déposant, le 1er juin, une couronne portant l'inscription : « À Jeanne d'Arc, trahie par son roi, brûlée par les prêtres ». Afin d'éviter une contre-manifestation de l'extrême droite et de possibles troubles à l'ordre public, Touny ordonne de faire retirer cette dédicace provocatrice. Dénonçant un acte de censure à l'encontre d'une manifestation républicaine, le député Paul Painlevé interpelle le gouvernement à la Chambre et pousse le ministre de l'Intérieur, Klotz, à promettre que Touny sera « invité à faire valoir ses droits à la retraite ». Finalement, Touny est remplacé par Francis Chanot le 1er février 1914.
Mort le 31 janvier 1933 à son domicile du no 63 de l'avenue Kléber, il est inhumé au cimetière de Passy.

## Décoration
- Commandeur de la Légion d'honneur (1914)